# Epiphragma subcrenulatum
Epiphragma subcrenulatum är en tvåvingeart som beskrevs av Alexander 1931. Epiphragma subcrenulatum ingår i släktet Epiphragma och familjen småharkrankar. Inga underarter finns listade i Catalogue of Life.